# Judy Peckham
Judy Peckham (eigentlich Judith Peckham, geb. Canty; * 9. Dezember 1950) ist eine ehemalige australische Sprinterin und Mittelstreckenläuferin.
1973 siegte sie über 400 m bei den Pacific Conference Games und gewann Silber bei der Universiade. Im Jahr darauf wurde sie bei den British Commonwealth Games 1974 in Christchurch Fünfte über 400 m und errang mit der australischen Mannschaft Silber in der 4-mal-400-Meter-Staffel.
Bei den Olympischen Spielen 1976 in Montreal erreichte sie über 400 m das Viertelfinale und kam mit der australischen 4-mal-400-Meter-Stafette auf den vierten Platz.
1978 siegte sie bei den Commonwealth Games in Edmonton über 800 m und holte mit der australischen 4-mal-400-Meter-Stafette Silber.
1974 wurde sie inoffizielle nationale Meisterin über 400 m Hürden.

## Persönliche Bestzeiten
- 400 m: 52,65 s, 26. Juli 1976, Montreal (handgestoppt: 51,7 s, 28. Dezember 1975, Melbourne)
- 800 m: 2:02,82 min, 10. August 1978, Edmonton
- 400 m Hürden: 58,3 s, 2. Februar 1975, Melbourne